# 孙旂
孫旂（—301年），字伯旗，樂安人。父親孫曆，魏晉禪代之際擔任幽州刺史、右將軍。孫旂察孝廉，逐步升遷至黃門侍郎，外任荊州刺史。永熙年間，擔任太子詹事，轉衛尉，元康五年（295年），因武庫失火遭到免官。一年多後，又擔任兗州刺史，升遷為平南將軍、假節。後來孫旂的兒子孫弼和侄子孫髦、孫輔、孫琰成為趙王司馬倫黨羽，並在司馬倫控制的朝廷任職。孫旂反對，還派小兒子譴責孫弼等人，但孫弼等人不聽，我行我素。結果齊王司馬冏起兵反對司馬倫，孫弼等4人都被殺。襄陽太守宗岱收到司馬冏檄文後將孫旂斬殺，並滅其三族。
王浚妻子華芳的墓志《华芳墓志》有记载王浚家人的資料。当中，王則是王浚和文粲的三女；她嫁給孫旂的儿子孫公渊。

## 家族
以下出自《新唐書·宰相世系表》

### 祖父
- 孙旃，字子之，孫鍾兄弟。

### 父亲
- 孙歷

### 兄弟
- 孙尹，字文旗

### 儿子
- 孙弼
- 孙公渊

### 侄子
- 孙髦
- 孙輔
- 孙琰

## 延伸阅读
[在维基数据编辑]
 《晉書·卷060》，出自房玄齡《晉書》